# Premi e riconoscimenti di Travis Scott
Questa è la lista che riassume tutti i premi ottenuti da Travis Scott.

## Premi musicali

### Principali
- Grammy Award[1]
  - 2014 - Candidatura come miglior canzone rap per New Slaves
  - 2017 - Candidatura come album dell'anno per Purpose
  - 2018 - Candidatura come miglior collaborazione con un artista rap per Love Galore (con SZA)
  - 2019 - Candidatura come miglior interpretazione rap per Sicko Mode (con Drake, Swae Lee e Big Hawk)
  - 2019 - Candidatura come miglior canzone rap per Sicko Mode
  - 2019 - Candidatura come miglior album rap per Astroworld
  - 2020 - Candidatura come miglior collaborazione con un artista rap per The London (con Young Thug e J. Cole)
  - 2021 - Candidatura come miglior interpretazione rap melodica per Highest in the Room
  - 2022 - Candidatura come album dell'anno per Donda
  - 2024 - Candidatura come miglior album rap per Utopia

### Altri
- BET Hip Hop Awards
  - 2013 - Candidatura come miglior mixtape per Owl Pharaoh[2]
  - 2015 - Candidatura come miglior mixtape per Days Before Rodeo[3]
  - 2016 - People's Champ Award per Antidote
  - 2018 - Candidatura come miglior concerto live[4]
  - 2018 - Candidatura come compositore dell'anno
  - 2018 - Candidatura come artista dell'anno
  - 2018 - Candidatura come artista hustle dell'anno
  - 2018 - Candidatura come artista con il migliore stile (Made-You-Look Award)
- Billboard Music Award
  - 2019 - Miglior canzone in streaming (Audio) per Sicko Mode (con Drake, Swae Lee e Big Hawk)[5]
  - 2019 - Candidatura come miglior artista
  - 2019 - Candidatura come miglior artista maschile
  - 2019 - Candidatura come miglior artista della Billboard 200
  - 2019 - Candidatura come miglior artista rap
  - 2019 - Candidatura come miglior tournée rap
  - 2019 - Candidatura come miglior album rap per Astroworld
  - 2019 - Candidatura come miglior album della Billboard 200 per Astroworld
  - 2019 - Candidatura come miglior canzone della Hot 100 per Sicko Mode (con Drake, Swae Lee e Big Hawk)
  - 2019 - Candidatura come Miglior canzone rap per Sicko Mode (con Drake, Swae Lee e Big Hawk)
  - 2019 - Candidatura come Miglior video hip hop per Sicko Mode (con Drake, Swae Lee e Big Hawk)
  - 2019 - Candidatura come Miglior canzone in streaming (Video) per Sicko Mode (con Drake, Swae Lee e Big Hawk)
- E! People's Choice Awards
  - 2018 - Candidatura come canzone dell'anno per Butterfly Effect[6]
  - 2018 - Candidatura come album dell'anno per Astroworld
- MTV Europe Music Awards
  - 2015 - Candidatura come miglior artista emergente[7]
  - 2018 - Candidatura come miglior artista hip hop[8]
- MTV Video Music Awards
  - 2019 - Candidatura come canzone dell'estate per The London (con Young Thug e J. Cole)
- MOBO Awards
  - 2016 - Candidatura come miglior artista internazionale[9]
- Teen Choice Awards
  - 2017 - Migliore canzone elettro-dance per Know No Better (con Major Lazer, Camila Cabello e Quavo)[10]
- Soul Train Music Awards
  - 2017 - Candidatura come miglior collaborazione musicale per Love Galore (con SZA)[11]
- NAACP Image Awards
  - 2017 - Candidatura come miglior collaborazione per Love Galore (con SZA)[12]
  - 2017 - Candidatura come migliore canzone contemporanea per Love Galore (con SZA)
- iHeartRadio Music Awards
  - 2018 - Candidatura come canzone R&B dell'anno per Love Galore (con SZA)[13]
  - 2019 - Candidatura come artista hip hop dell'anno[14]
  - 2019 - Candidatura come canzone R&B dell'anno per Sky Walker (con Miguel)